# TRAPPIST-1 h
TRAPPIST-1 h — экзопланета у звезды TRAPPIST-1 в созвездии Водолея, имеющая диаметр, близкий к диаметру Земли. Самая далёкая от звезды из семи планет в системе. Об открытии объявлено 22 февраля 2017 года на пресс-конференции НАСА, где также стало известно о планетах TRAPPIST-1 e, TRAPPIST-1 f и TRAPPIST-1 g. Параметры были уточнены после сборов данных с телескопа Кеплер 12 марта 2017 года. Об обнаружении других планет (b, c и d) было объявлено годом ранее, 2 мая 2016 года.

## Характеристики
TRAPPIST-1 h была открыта телескопом «Спитцер» транзитным методом по наблюдениям, содержащим лишь один транзит планеты. Поэтому нельзя было точно определить период обращения, расстояние до звезды и радиус, а массу и плотность назвать было невозможно. Тогда год планеты оценили по продолжительности транзита как 20 дней, большую полуось в 0,06 а.е. а радиус — 0,75 от земного.
| Земля | TRAPPIST-1 h    |
| ----- | --------------- |
| Земля | {{{exoplanet}}} |

Но телескоп «Кеплер» в рамках миссии K2 наблюдал за транзитами всей системы с 15 декабря 2015 по 4 марта 2017. Так он смог засечь больше транзитов и определить точные параметры TRAPPIST-1 h. По этим данным, орбитальный период равен 18,8 земным суткам, расстояние до звезды составляет 0,06 а.е. с наклонением 89,8° и эксцентриситетом 0,09. Она имеет небольшой радиус (0,715 R⊕), и ещё меньшую массу (0,086 M🜨). Это самые низкие значения в планетной системе. Исходя из этих данных, средняя плотность равна 1,27 г/см3, что говорит о почти чистом ледяном составе планеты . Предполагаемая температура поверхности без учёта парникового эффекта атмосферы оценивается как −104 °C, то есть TRAPPIST-1 h получает примерно столько же тепла, сколько главный пояс астероидов в Солнечной системе.

### Родительская звезда
Планета обращается вокруг ультрахолодной карликовой звезды TRAPPIST-1 спектрального класса M. Звезда имеет массу 0,08 M⊙ и радиус 0,11 R⊙. Температура поверхности равна 2559 ± 50 K (примерно 2290 °C). Возраст звезды 7,6 ± 2,2 млрд. лет. Для сравнения, температура поверхности Солнца составляет 5778 K и его возраст около 4,6 миллиарда лет. TRAPPIST-1 имеет близкую к солнечной металличность: [Fe/H] = 0,04 ± 0,08 (или от 91% до 132% солнечной металличности), а светимость всего 0,052% от солнечной светимости. Из-за малой светимости видимая звёздная величина TRAPPIST-1 составляет 18,8m, то есть звезду нельзя увидеть ни невооружённым глазом, ни в средний любительский телескоп.

### Потенциальная обитаемость
Считается, что в зоне обитаемости TRAPPIST-1 находятся три планеты — e, f и g. Однако по моделям, предложенным в Университете Корнелла, показывается возможность поддержания жидкой воды, если рассматривать вулканический водород как потенциальный парниковый газ, способствующий повышению климатической температуры. Это означает, что в зону обитаемости TRAPPIST-1 могут попадать не три, а четыре планеты.